# NepaliSat-1
NepaliSat-1 (так же BIRD NPL) — первый искусственный спутник Земли, произведённый в Непале. Аппарат был запущен 17 апреля 2019 года из космодрома Уоллопс с помощью ракеты-носителя Антарес рамках миссии Cygnus CRS NG-11 и служил для наблюдения Земли и проведения технических экспериментов и в образовательных целях.

## История
Аппарат был создан в рамках проекта по созданию созвездия спутников Birds под патронажем технологического института Кюсю в Японии при финансировании Непальской академии наук и технологий двумя непальскими инженерами Абхасом Маски и Харирамом Шреста. Этот проект также предполагал создание спутника Raavana 1 инженерами из Шри-Ланки и японского спутника Uguisu.
После запуска в грузовом корабле Cygnus CRS NG-11 аппарат был доставлен на МКС. Там 17 июня 2019 года из японского модуля Кибо всё созвездие вместе со спутником NepaliSat-1 было выведено на целевую орбиту.
Разработка спутника обошлась почти в двадцать миллионов непальских рупий. На борт помимо оборудования был помещен флаг Непала.
По результатам запуска принято решение о запуске второго аппарата под названием Nepal PQ-1

## Конструкция
Спутник представляет собой типичный кубический наноспутник со стороной 10 см на платформе CubeSat 1U массой 1 кг. Электропитание осуществляется с помощью солнечных батарей, расположенных вдоль корпуса. Ориентация на Землю осуществляется по магнитному полю с помощью электромагнитов. Навигация производилась с помощью приёмников GPS.
В качестве полезной нагрузки внутри аппарата расположена 5-мегапиксельная цифровая ПЗС-камера и магнитометром для сбора данных, связанных с магнитным полем Земли. С помощью камеры производиться картографирование Непала и других территорий
Также был установлен небольшой ретранслятор для радиолюбителей, который работает на частоте 437.375 МГц. Позывной — JG6YLG.